# تشيروروني
تشيروروني هي قرية تقع في جزيرة أنجوان في جزر القمر. بلغ عدد سكانها 1323 نسمة حسب إحصاء عام 1991.